# 睢稼
睢稼，明朝初期政治人物。
洪武二年，擔任翰林应奉。后升任中书省参政。洪武三年，兼任弘文馆学士。